# Kvarntorpsån

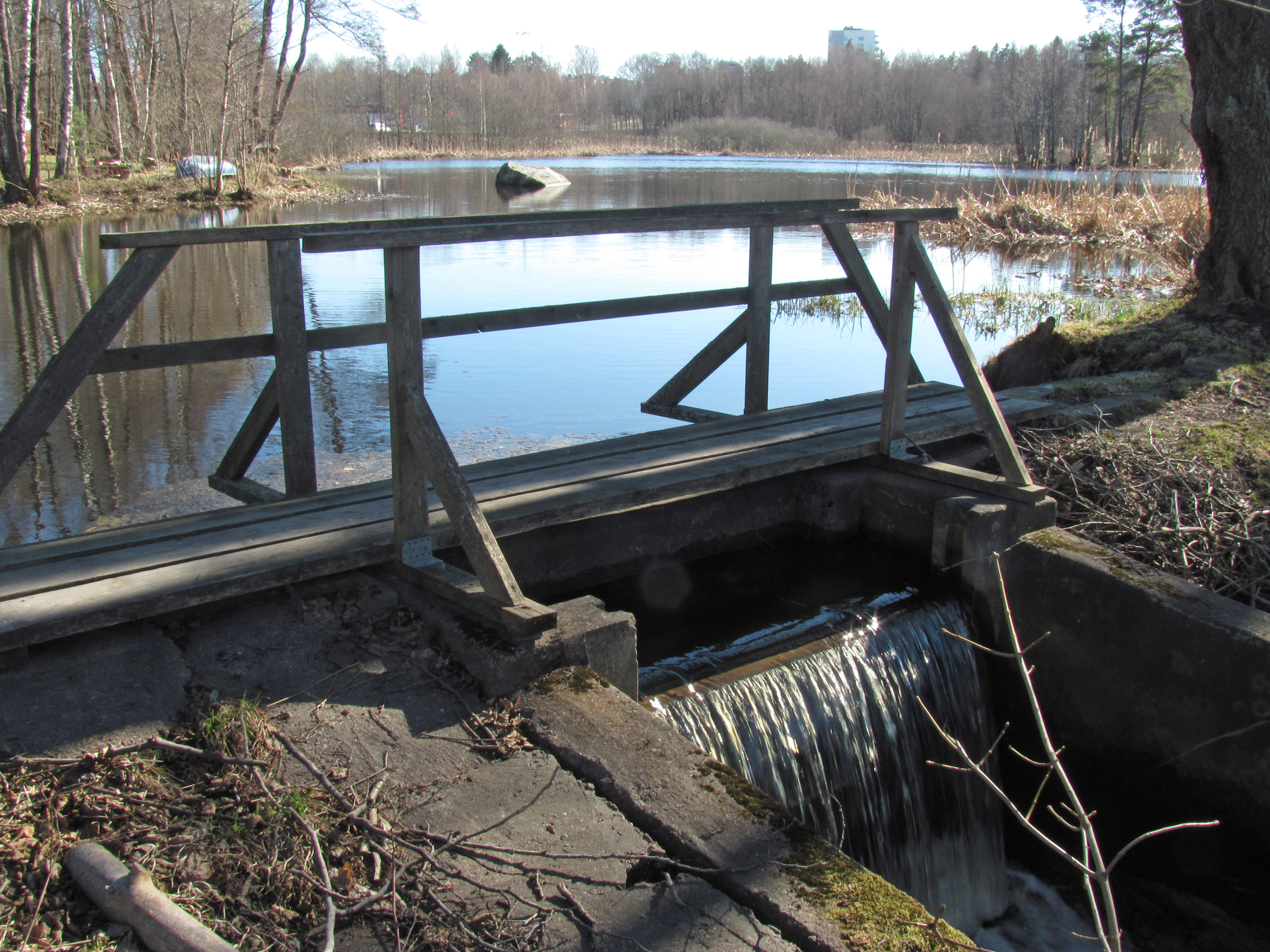
Kvarntorpsåns början vid Dammträsket.

Kvarntorpsån är ett vattendrag i Haninge kommun, Stockholms län.

## Beskrivning

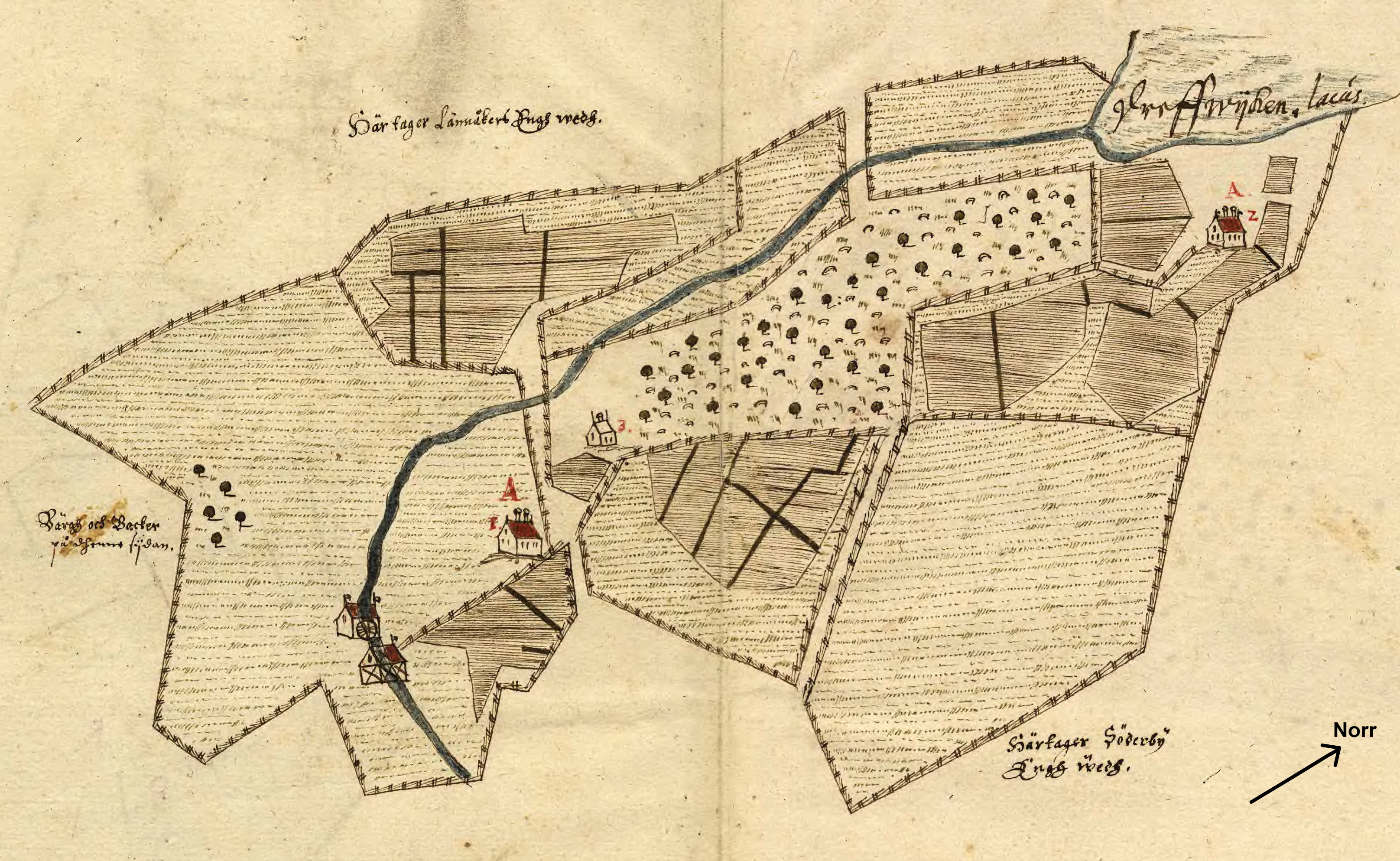
Ån på Täckeråkers karta från 1638.

Kvarntorpsån har sin källa i Dammträsket som i sin tur får sitt vatten från Övre- och Nedre Rudan. Nedströms (mot norr) står träsket via Kvarntorpsån i kontakt med Drevviken. Mynningen vid Drevviken utgörs av ett våtmarksområde kallat Jutskåran eller Jutskären (jute = dansk). Här har Kvarntorpsån åstadkommit en ravin som enligt traditionen var plats för en sammandrabbning mellan lokala bönder och danska soldater som skall ha ägt rum på försommaren 1518.
På en karta från 1638 syns hela vattendraget som sträcker sig diagonalt över Täckeråkers ägor. Ån nyttjades som kraftkälla för Täckeråkers vattenkvarn som också syns på kartan, markerad genom ett hus med vattenhjul och den intilliggande kvarnstugan. Stället blev sedermera känt som Qvarntorpet vilket gav småhusområdet Kvarntorp sitt namn. Täckeråkers kvarn finns med i jordeböckerna 1731 och 1740 samt i den första husförhörslängden från 1746. Verksamheten var kvar till 1813 då den flyttades cirka 550 meter österut till Söderby gård.
Det tidigare öppna vattendraget som slingrade sig fram i meander över Täckeråkers marker ligger idag till stor del i rörledningar. Bara vid Dammträsk, i Kvarntorps villaområde och vid Drevviken är den synlig. Vid Jutskåran planerar Haninge kommun för närvarande (2021) en naturlig reningsanläggning för dagvatten. I anslutning till dagvattendammen planeras också en utveckling av det omkringliggande strandnära våtmarksområdet intill Drevviken.

## Bilder

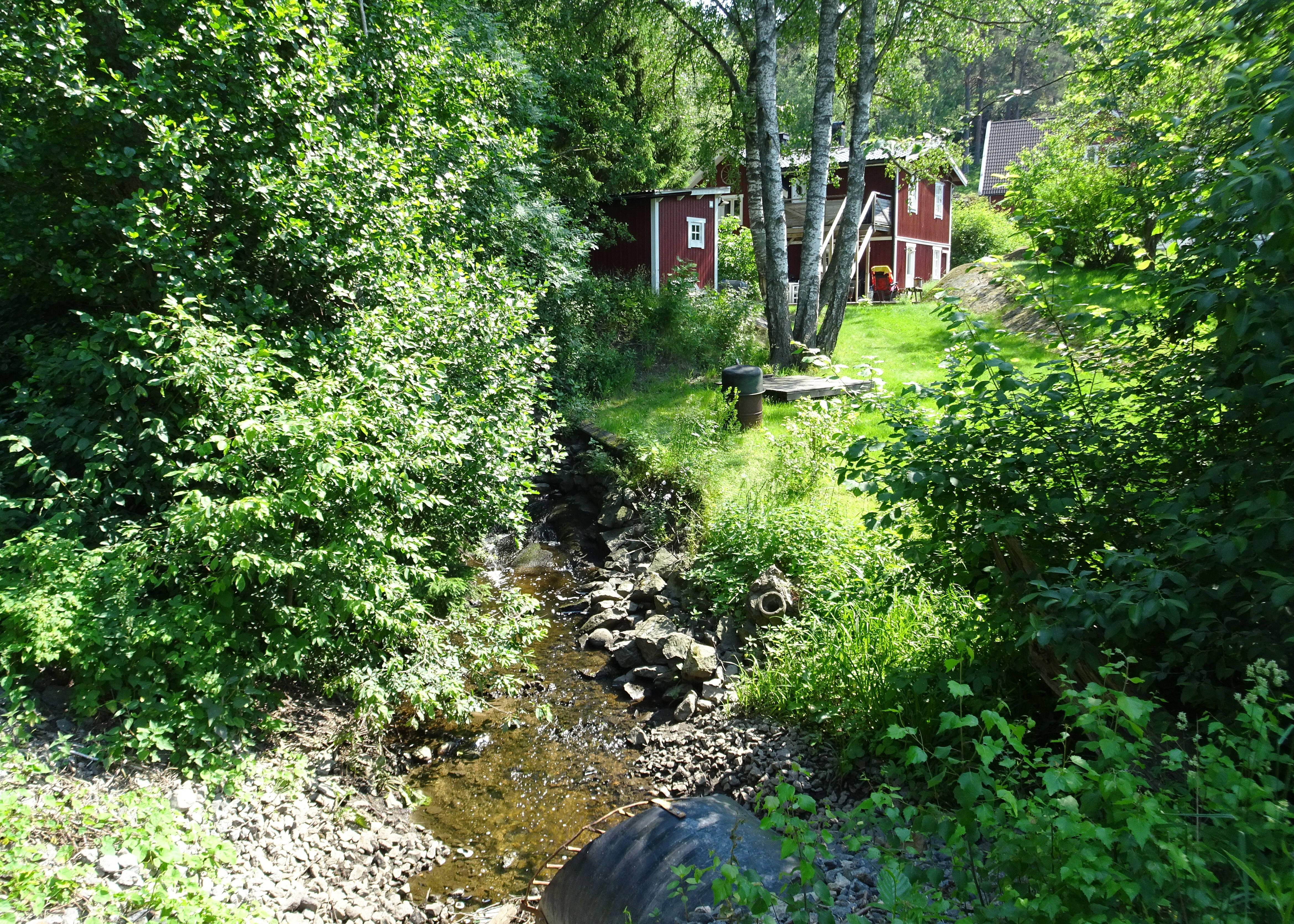
Kvarntorp och Kvarntorpsån.
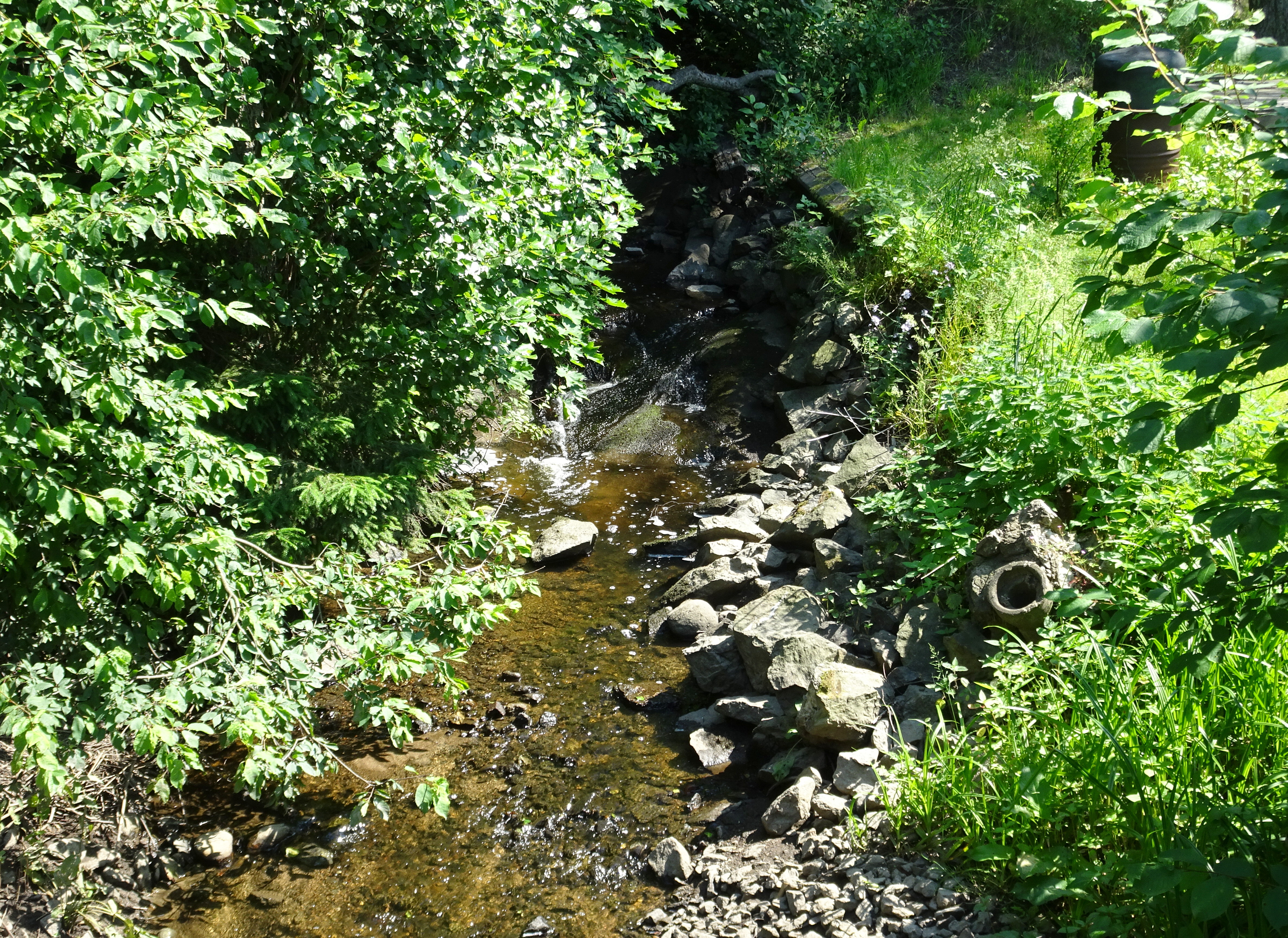
Kvarntorpsån på väg genom Kvarntorp.
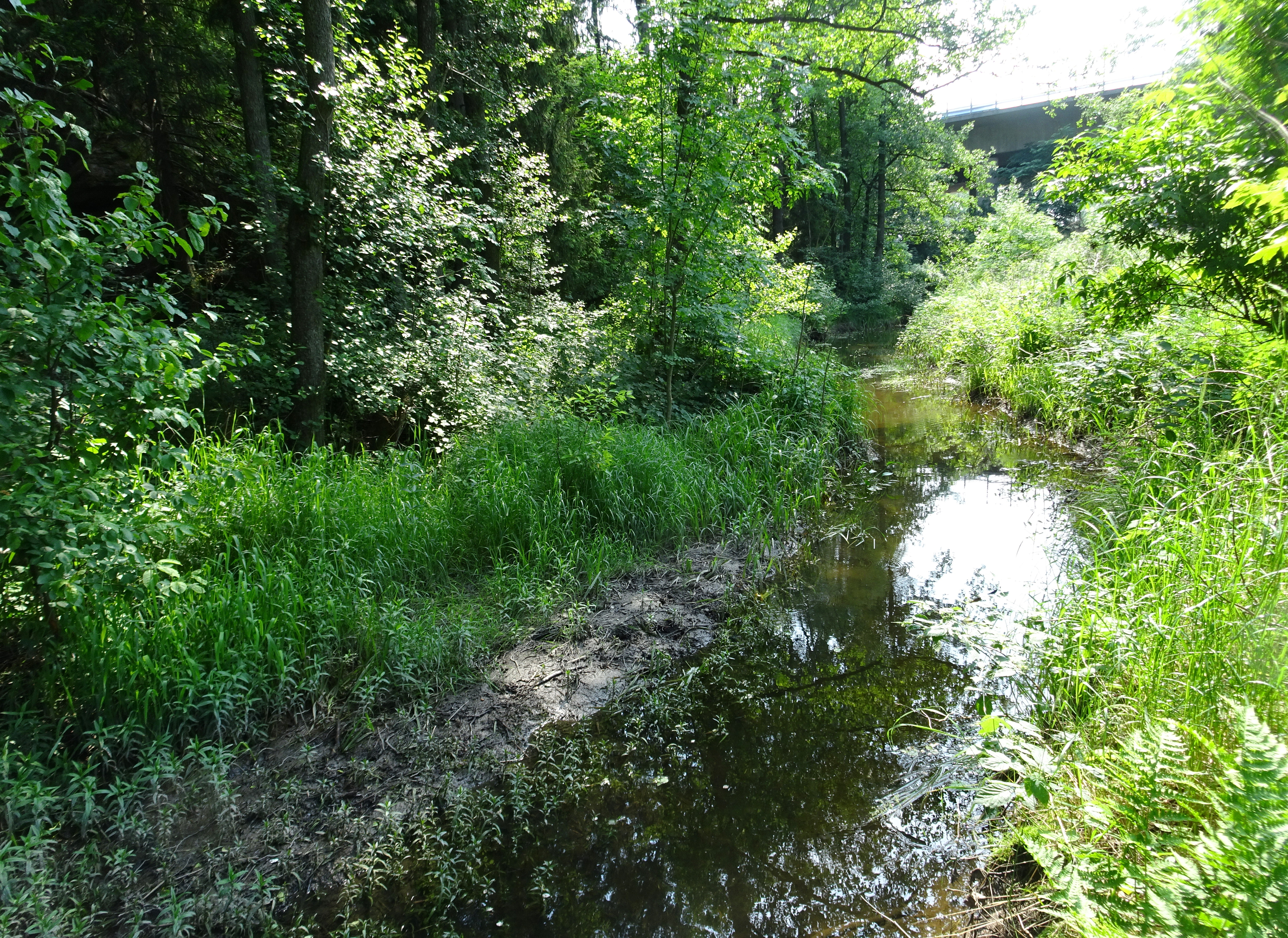
Kvarntorpsån genom Jutskåran.
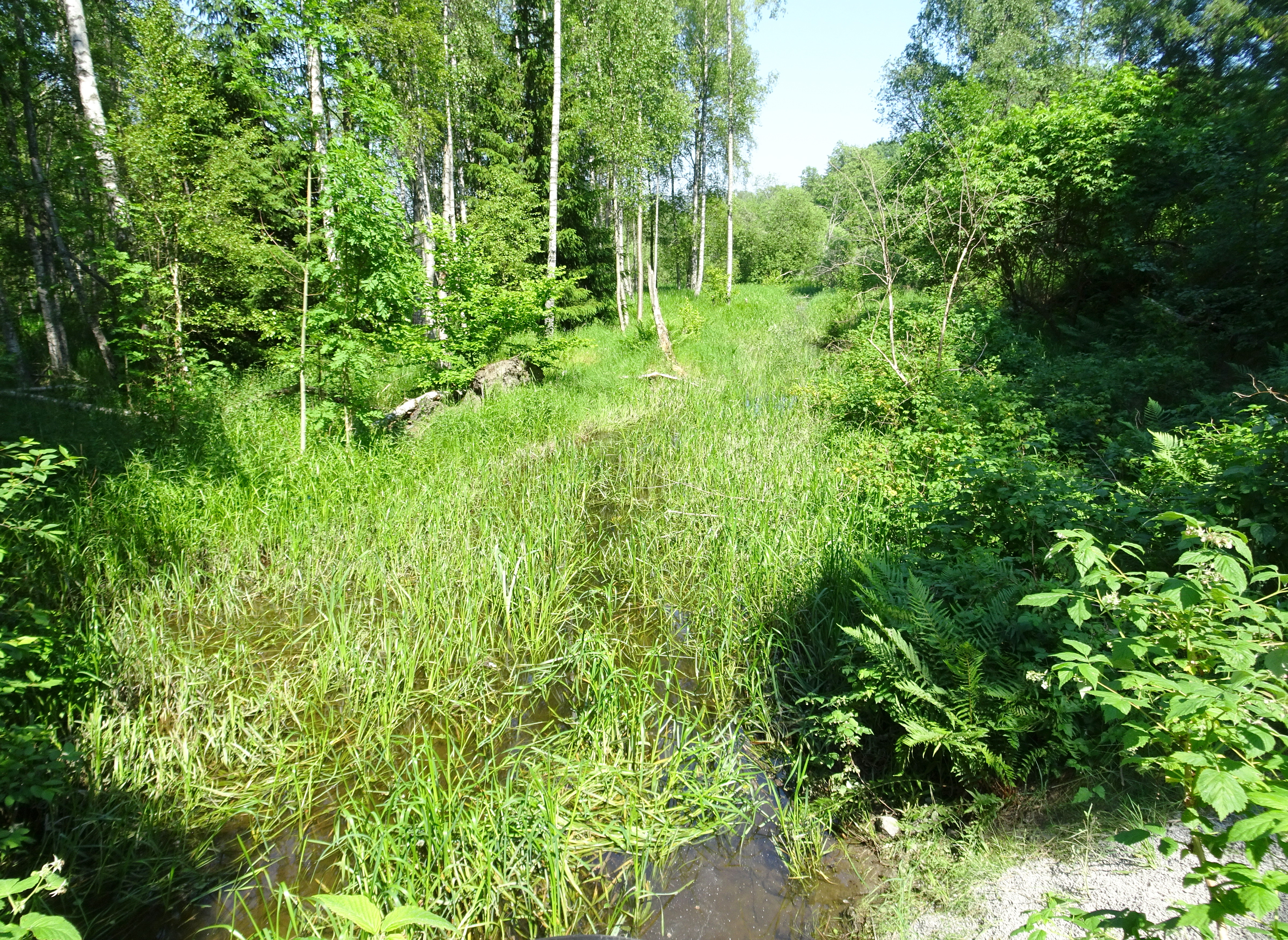
Kvarntorpsåns mynning vid Drevviken.